# 仁風樓
仁風樓（：／）位於朝鮮民主主義人民共和國慈江道道府江界市的忠誠洞之將子江河畔的懸崖上。它被始建於公元1472年，在公元1680年時重修，原是「江界城」的西北部的一個點將臺，風光如畫，有朝鮮關西八景之一的美譽。

## 建築
「仁風樓」的正面共5棟，建築面積約為171平方公呎，全長約18.75公呎；側面有3棟，闊度約8.9米公呎，採用雙簷及歇山式屋頂的設計。後側是有一根柱子的4間房舍，方便軍隊教頭上下樓。樓亭前為兩層，後座為單層，地板下由高24根，各高1.18公呎的柱子支撐。地板上面外側有15根圓柱。四角上的圓柱比其他圓柱稍高一點，同時向裏較傾斜。棟樑和椽子上被雕刻有各種美麗的圖案。近年它的鄰近地段被劃為「遊園地」，供觀光客休閒遊覽。